# 山瀬秀雄
山瀬 秀雄（やませ ひでお、1951年12月21日 - ）は、広島県出身の俳優。身長は165cm、体重は57kg、靴サイズ24.5cmである。

## 出演

### テレビドラマ

#### テレビ朝日
- 特捜戦隊デカレンジャー第12話

#### フジテレビ系列
- 牡丹と薔薇
- おヒマなら来てよネ!第5話
- ジュニア・愛の関係第8話
- 偽りの花園
- 世にも奇妙な物語 超・能・力!

#### 日本テレビ系列
- 刑事貴族第1話

#### NHK
- 朝の連続テレビ小説 純情きらり - 新藤医師 役
- 柳生十兵衛七番勝負 島原の乱
- 慶次郎縁側日記2

##### 大河ドラマ
- 太平記第17話 - 番人 役
- 琉球の風
- 炎立つ

### 映画
- 二百三高地
- 座頭市
- マルサの女2 - 査察官 役